# Villa Manner
La Villa Manner (en finnois : Villa Manner) ou  Ponneranta est une zone résidentielle dans le quartier Töysä d'Alavus en Finlande.

## Histoire
La résidence Ponneranta (Villa Manner) est conçue par Alvar Aalto dans les années 1920. 
Il conçoit les bâtiments, le sauna, la jetée et le parc de Ponneranta.
Le bâtiment principal est de style néoclassique avec un fronton de style Empire.
Le complexe est resté intact à l'exception des saunas et de la jetée.